# Niilo Halonen
Kalle Niilo Ponteva Halonen, född 25 december 1940 i Kouvola, död i augusti 2025, var en finländsk backhoppare, idrottsledare och backhoppsdomare. Han tävlade för Asikkalan Raikas och Lahden Hiihtoseura.

## Karriär
Niilo Halonen deltog i VM 1958 i Lahtis, 1962 i Zakopane och 1966 i Oslo. Det bästa resultatet blev en bronsmedalj i Zakopane 1962. Halonen tävlade i Tysk-österrikiska backhopparveckan åren 1961 till 1967. Bästa resultatet sammanlagt var fjortonde plats säsongen 1963/1964. I en enskild tävling i backhopparveckan kom han som bäst tvåa i nyårstävlingen i Garmisch-Partenkirchen 1 januari 1964.
I OS 1960 i Squaw Valley tog Halonen en silvermedalj i stora backen (endast 4,6 poäng efter Helmut Recknagel). OS-tävlingen räknades också som VM den gången. 
Niilo Halonen avslutade den aktiva backhoppningskarriären 1967.

## Senare karriär
Efter att ha avslutat den aktiva backhoppningskarriären var Niilo Halonen funktionär i Finska Skidförbundet (finska: Suomen Hiihtoliitto). Han var också koordinator för Internationella Skidförbundet (FIS). Under Skid-VM 1997 i Trondheim var Halonen stildomare under backhoppningen.